# Horstpodzolgronden
Een horstpodzolgrond een bodemtype in het Nederlandse systeem van bodemclassificatie dat behoort tot de moderpodzolgronden. In deze podzolgronden wordt moder aangetroffen, een humusvorm waarin organisch- en mineraal materiaal niet sterk gemengd zijn. De bodem heeft een dunne (< 30 cm dik), donkere bovengrond (A-horizont) van lemig zand en een zogeheten banden-B. Dit zijn een aantal zwaardere lagen (banden) in de ondergrond die zijn verrijkt met lutum en ijzer.
De banden, eigenlijk platen, hebben een massieve structuur en bevatten meer ijzer en lutum dan het tussenliggende materiaal. Ze zijn gevormd door neerslaan van lutum en ijzer in vrij dichte dunne lagen. Dit bodemvormend proces, vergelijkbaar met de inspoeling van lutum, kan onder andere omstandigheden leiden tot het ontstaan van een briklaag. In het vrij lichte materiaal van deze gronden kon geen echte briklaag worden gevormd. In door de uitspoeling van lutum en ijzer verarmde bovengrond is door verdere bodemvorming een moderpodzol ontstaan, vergelijkbaar met een holtpodzolgrond.
Deze gronden zijn te vinden op de stuwwallen van de Veluwe en op oude rivierterrassen van de Maas in Limburg.
De naam horstpodzolgronden is ontleend aan het toponiem horst, een oude benaming voor een hoger gelegen stuk grond.
| Horizont | Diepte   | Omschrijving |
| -------- | -------- | --- |
| Ap       | 0–22 cm  | bouwvoor; donkergrijs, matig humeus, zwak lemig, matig grof zand |
| Bws      | 22–40 cm | donkerbruin, matig humusarm, zwak lemig, matig grof zand; bovenin herkenbare moder herkenbaar                                                                                  |
| Bw       | 40–70 cm | geelbruin, zeer humusarm, zwak lemig, matig grof zand |
| C        | > 70 cm  | licht geelbruin, uiterst humusarm, leemarm, matig grof zand; beneden 80 cm bevinden zich een aantal 5–10 cm dikke compacte banden van bruinoker, zeer sterk lemig, kleiig zand |